# حشره‌خوار ویتکر
 حشره‌خوار ویتکر (نام علمی: Crocidura whitakeri) نام یک گونه از سرده حشره‌خوارهای دندان‌سفید است.